# Jack Mingjie Lin
Jack Mingjie Lin (* 15. April 1999) ist ein kanadischer Tennisspieler.

## Karriere
Lin nahm als Junior an mehreren Grand-Slam-Turnieren der Junioren sowie dem Orange Bowl teil. In der Jugend-Weltrangliste erreichte er Anfang 2016 mit Rang 47 seine höchste Platzierung. Als Jugendspieler war er zudem kanadischer Meister und spielte für die kanadische Jugend-Davis-Cup-Mannschaft.
Nach seiner Zeit als Junior spielt er unregelmäßig Profiturniere auf der ITF Future Tour, wo er bislang aber selten Matches gewinnen konnte. Bei den Challengers in Kanada bekam er zudem Wildcards zur Teilnahme am Hauptfeld. 2017 begann Lie ein Studium an der Columbia University in New York. Dort spielt er auch College Tennis.
In einer internen Ausscheidung der Studenten aus New York gewann Lie 2018 eine Wildcard für das ATP-Tour-Event in New York City. Dort verlor er im Februar 2019 in der Auftaktrunde gegen seinen Landsmann Brayden Schnur in zwei Sätzen. In der Weltrangliste war er bislang in Einzel und Doppel jeweils platziert. Im Jahr 2019 ist er nicht mehr notiert.